# Jakub Myszor
Jakub Myszor (* 7. Juni 2002 in Tychy) ist ein polnischer Fußballspieler, der hauptsächlich als offensiver Mittelfeldspieler agiert.

## Karriere

### Verein
Myszor begann seine Karriere in der Jugend bei GTS Bojszowy, setzte sie bei MOSM Tychy fort und wechselte anschließend zu Stadion Śląski Chorzów. Im Jahr 2019 schloss er sich dem Verein KS Cracovia an, wo er seine Entwicklung fortsetzte.
Von 2021 bis 2023 spielte Myszor für KS Cracovia II, wo er in 15 Spielen sieben Tore erzielte. Seit 2021 ist er auch Teil des Profiteams von KS Cracovia, für das er in 49 Spielen fünf Tore erzielte.
Im Januar 2024 wechselte er zu Raków Częstochowa, von wo er im September 2024 an Ruch Chorzów verliehen wurde.

### Nationalmannschaft
Myszor repräsentierte Polen auf internationaler Ebene. Er spielte für die U20-Nationalmannschaft, für die er ein Spiel bestritt, sowie für die U21-Nationalmannschaft, für die er insgesamt sechs Einsätze verzeichnete. (Stand 10. September 2023)

## Privatleben
Jakub ist der Sohn von Wojciech Myszor, welcher ebenfalls Fußballprofi war und für Teams wie Ruch Chorzów und Odra Wodzisław Śląski auflief.